# João Sassetti
João Vicente de Freitas Branco Sassetti, né le 22 janvier 1892 à Lisbonne et mort le 28 mai 1946 à Lisbonne, est un escrimeur portugais, ayant pour arme l'épée.

## Biographie
Il est médaillé de bronze olympique d'escrime dans l'épreuve d'épée par équipes lors des Jeux olympiques d'été de 1928 à Amsterdam, après avoir terminé quatrième en épée par équipes en 1920 à Anvers.